# ورزش در بحرین

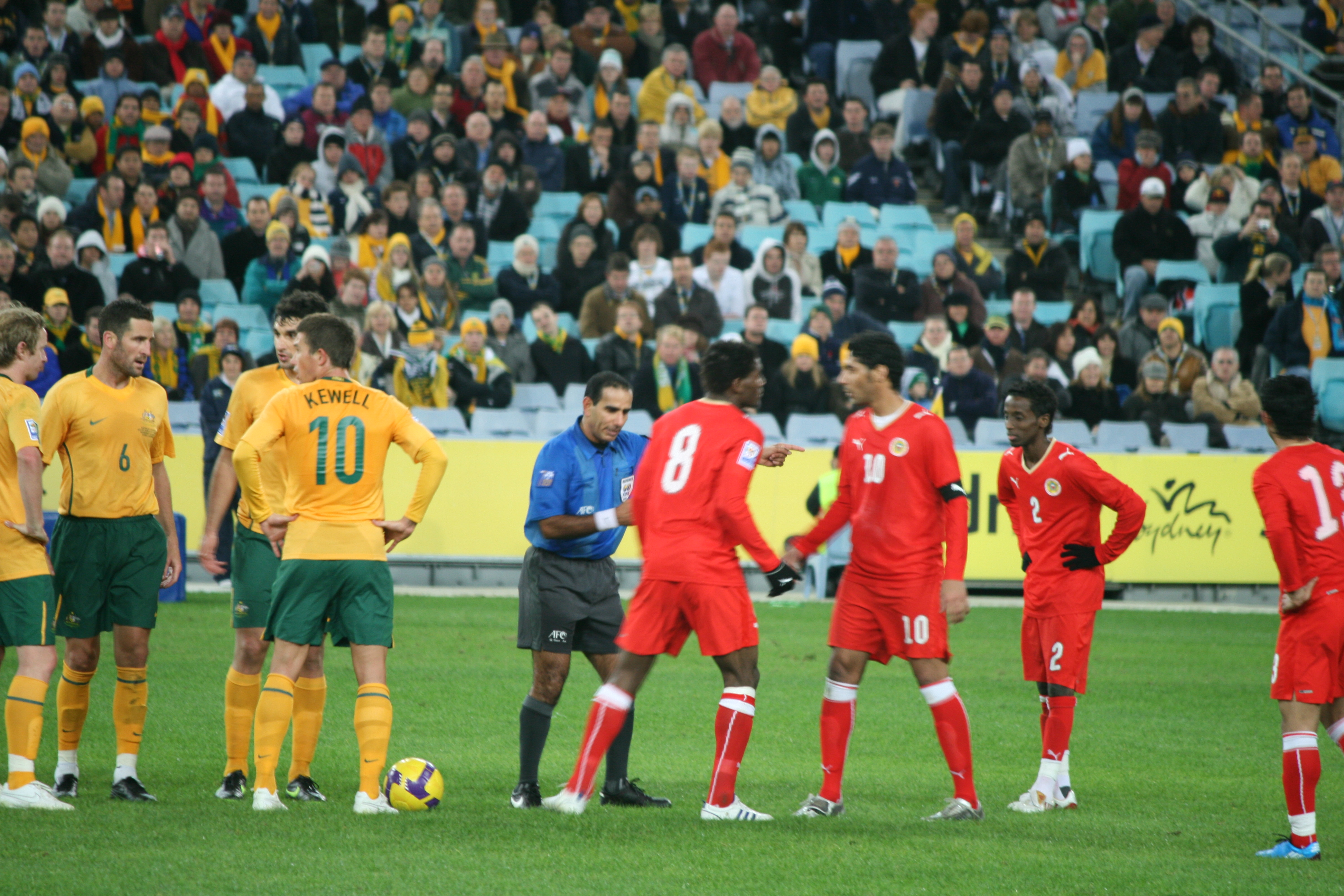
فوتبال محبوب‌ترین ورزش، تیم ملی فوتبال بحرین در ۱۰ ژوئن ۲۰۰۹ در یک بازی مقدماتی جام جهانی با استرالیا

انواع ورزش‌ها در بحرین محبوب و گسترده‌است. فوتبال محبوب‌ترین ورزش در کشور است. از دیگر ورزش‌های سنتی و محبوب می‌توان به بسکتبال، والیبال و هندبال اشاره کرد. ورزش‌هایی مانند اسب دوانی، هنرهای رزمی ترکیبی و راگبی ۱۵ نفره طی چند دهه گذشته محبوبیت پیدا کرده‌است.

## هنرهای رزمی ترکیبی

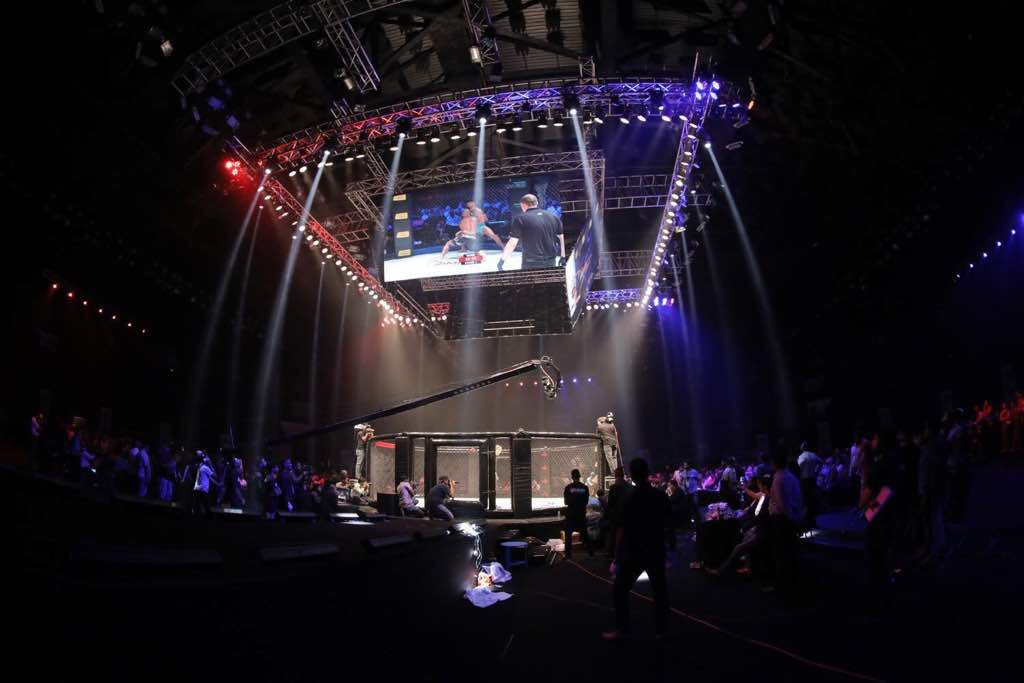
رویداد مختلط هنرهای رزمی در بحرین

هنرهای رزمی مختلط در بحرین قانونی شده‌است. فدراسیون MMA بحرین (BMMAF) تحت حمایت خالد بن حمد آل خلیفه ایجاد شده‌است. توسعه MMA در کشور از طریق KHK MMA برگزار می‌شود که دارای فدراسیون Brave Combat است که بزرگترین حامی هنرهای رزمی ترکیبی در خاورمیانه است. بحرین در سال‌های ۲۰۱۷، ۲۰۱۸ و ۲۰۱۹ با همکاری فدراسیون بین‌المللی هنرهای رزمی ترکیبی میزبان مسابقات جهانی آماتور بود. بحرین اولین کشور آسیایی و عربی خواهد بود که مسابقات آماتور قهرمانی MMA را برگزار می‌کند.

## فوتبال
بحرین در بالاترین سطح فوتبال خود دارای لیگ برتر فوتبال بحرین است که شامل ۱۰ باشگاه فوتبال است و هر تیم در مجموع ۱۸ مسابقه بازی می‌کند. برندگان مسابقات قهرمانی داخلی به جام AFC راه پیدا می‌کنند.
این لیگ با لیگ دسته‌بندی بحرین، لیگ دسته دوم فوتبال بحرین، از یک سیستم صعود و سقوط استفاده می‌کند.

## بسکتبال
بحرین یک لیگ حرفه ای بسکتبال با حضور ۱۱ تیم باشگاهی دارد. چهار تیم برتر لیگ، در پایان فصل، به «میدان طلایی» منتقل می‌شوند.

## راگبی
راگبی ۷ نفره در بحرین بازی می‌شود که بحرینی‌ها تیم ملی هفت نفره خود را دارند. باشگاه فوتبال راگبی بحرین اولین بار در سال ۱۹۷۰ به عنوان شعبه ای از باشگاه محلی انگلیس تأسیس شد. این لیگ راگبی خاص خود را دارد. بحرین همچنین تیم ملی راگبی خود را دارد.

## کریکت
کریکت حرفه ای توسط انجمن کریکت بحرین اداره می‌شود. این ورزش در بین مهاجران خارج از آسیای جنوبی در این کشور محبوبیت زیادی دارد. بحرین یک تیم ملی کرکت دارد که اولین حضور آنها در مسابقات بین‌المللی در ACC Trophy در سال ۲۰۰۴ بود، جایی که آنها نتوانستند از مرحله اول صعود کنند. آنها در اوت ۲۰۰۶ مجدداً در مسابقات شرکت کردند و عملکرد بسیار بهتری را به نمایش گذاشتند و تا جایگاه ۶ صعود کرد. در اوایل سال، آنها قهرمان جام ACC خاورمیانه شدند و در فینال افغانستان را شکست دادند.

## فرمول یک

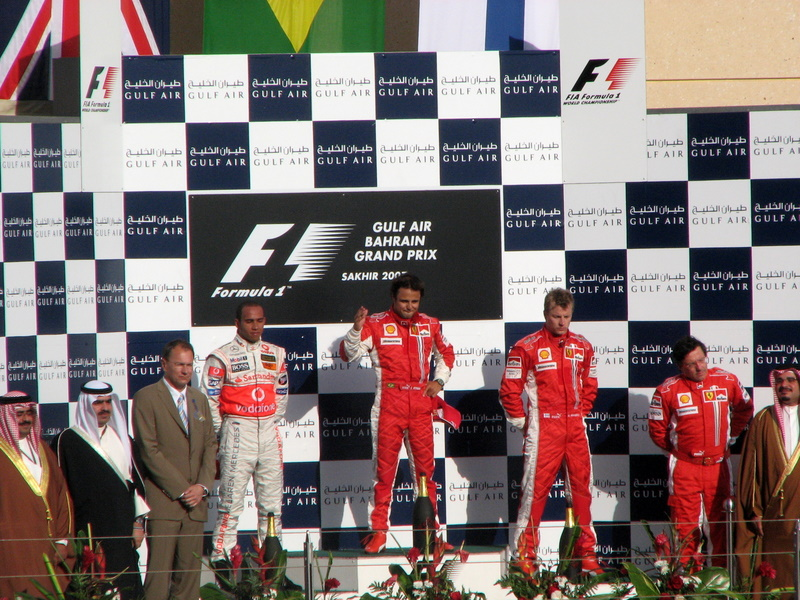
مراسم تریبون جایزه بزرگ ۲۰۰۷ بحرین.

اتومبیلرانی یکی از محبوب‌ترین ورزش‌ها در بحرین است. بحرین یک پیست اتومبیلرانی فرمول یک دارد که در ۴ آوریل ۲۰۰۴ میزبان مسابقات گرندپری گلف ایر بود که اولین مسابقه در یک کشور عربی است. به دنبال آن جایزه بزرگ بحرین در سال ۲۰۰۵ برگزار شد. بحرین در ۱۲ مارس همان سال میزبان گرندپری افتتاحیه فصل ۲۰۰۶ بود. هر دو مسابقه فوق فرناندو آلونسو از رنو برنده شد. رویداد ۲۰۰۷ در ۱۳، ۱۴ آوریل و ۱۵ برگزار شد.

## المپیک
در بازی‌های المپیک ۲۰۱۲ لندن، انگلیس، دونده بحرینی مریم یوسف جمال اولین مدال آور المپیک بحرین شد که در مسابقات دوی ۱۵۰۰ متر زنان برنز گرفت. جمال اولین ورزشکار زن از کشورهای حاشیه خلیج فارس است که موفق به کسب مدال المپیک می‌شود. در بحرین ۸ استادیوم وجود دارد: دوچرخه سواری خلیج بحرین، استادیوم فوتبال شاهراه بین‌المللی بحرین و استادیوم فوتبال شاهراه فهد و شهرهای میزبان معمولاً عبارتند از: منامه، محارق، شهر ایسا، ریفا، سیترا، بزرگراه کینگ فهد (سمت بحرین)، الدرات البحرین و دیار المحرق.